# Putten (comune)
Putten  è una municipalità dei Paesi Bassi di 23 610 abitanti situata nella provincia della Gheldria.